# Amazona festiva
Amazona festiva е вид птица от семейство Папагалови (Psittacidae). Видът е световно застрашен, със статут Уязвим.

## Разпространение
Видът е разпространен в Бразилия, Еквадор, Колумбия и Перу.